# Constantin Jamaischi
Constantin Jamaischi (n. 10 februarie 1945, Fălticeni, Suceava, România – d. 19 mai 2020)  a fost un fotbalist român care a jucat pe postul de mijlocaș. A făcut parte din echipa Rapidului care a câștigat Campionatul Românesc din 1966-67, jucând 5 ani la clubul din Giulești. A antrenat-o pe Foresta, Constructorul Iași, FC Botoșani. În 19 mai 2020 a murit la vârsta de 75 de ani.

## Biografie
Constantin Jamaischi s-a născut pe data de 10 februarie 1945 la Călinești în județul Argeș. Acesta a fost refugiat, ajungând în Moldova și debutând la vârsta de 16 ani la Dinamo Bacău. În aprilie 1962, avea să devină campion european la juniori U18 la turneul final găzduit de România, unicul titlu din palmaresul FRF. Constantin Jamaischi a fost angajat ca șef de vagon poștal cand juca la Rapid Bucuresti. Un moment dramatic din viața lui Jamaischi: la sfîrșitul anilor '60, și-a pierdut primul copil, un băiat, decedat la numai doi ani și jumătate. În numele fiului său, refuzase în toamna lui '67 un transfer spectaculos la Torino. 
Constantin Jamaischi este înmormântat la Biserica din Șoldănești.

## Caracteristici technice
Constantin Jamaischi  avea rolul de mijlocaș ofensiv, pe parcursul carierei sale abilitățile tehnice, care au compensat un fizic destul de subțire, i-au permis să devină un mijlocaș complet, capabil să acopere întregul teren pe tot parcursul jocului. Pe lângă calitățile naturale de personalitate și corectitudine, Constantin Jamaischi a numărat printre principalele sale calități rezistența, agilitatea, capacitatea de abordare, inteligența tactică și o eleganță remarcabilă atât în mișcări, cât și în atingerea mingii.

## Cariera

### Jucător

#### Început
Constantin Jamaischi și-a început cariera la Foresta Suceava în anul 1960, echipă pentru care a evoluat un sezon și jumătate în Divizia B, după s-a transferat la Dinamo Bacău unde a debutat pe prima scena fotbalistică românească pe data de 13 mai 1962, Steagu Roșu-Dinamo Bacău 1-2. În 1962 a făcut parte din echipa națională Under-18 unde a câștigat campionatul european fiind titular incontestabil și unde sa remarcat și a prins un transfer la echipa Viitorul București, club care reprezenta echipa națională de tineret Under-21. În finală, cu Constantin Jamaischi printre titulari, micii „tricolori” au zdrobit, cu 4-1, Iugoslavia. Pentru această performanță, fiecare jucător a încasat câte 5.000 de lei, un costum și Ordinul Muncii Clasa a Treia, înmânat direct de către conducătorul României din acea vreme, Gheorghe Gheorghiu Dej. În 1963. Gheorghe Popescu a desființat Viitorul, iar acesta a fost cumpărat de Rapid București unde ajungea să devină unul dintre cei mai recunoscuți jucători care au jucat pentru echipa giuleșteană, antrenor era Căliță Roșculeț care l-a dorit extrem de mult după evolutiile fantastice din Campionatul european Under-18, câștigat de România. În Divizia B debutase la 15 ani.

#### Rapid București

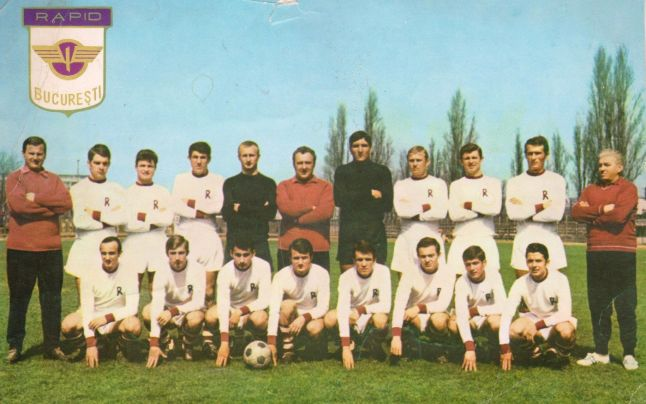
Echipa ceea care a câștigat Campionatul in 1967

În 1963 a venit la Rapid București, unde avea să joace 7 ani, câștigând campionatul în 1967 și fiind dorit de Juventus în 1967. 
Un moment dramatic din viața lui Jamaischia fost la sfârșitul anilor 1960, și-a pierdut primul copil, un băiat, decedat la numai doi ani și jumătate. În numele fiului său, refuzase în toamna lui 1967 un transfer spectaculos la Juventus Torino. După Juventus - Rapid 1-0 în Cupa Campionilor, a stat toată noaptea la negocieri cu  bianconerii. Făcuse cel mai bun meci din carieră având un control al mingii de invidiat, i-au oferit un contract anual incredibil, contravaloarea a 30 de mașini Fiat 125, plus alte bonusuri. După o zi în aeroport a anunțat clubul italian că refuză oferta deoarece se gândea la băiatul său nou-născut  care a decedat nu mult timp după, acesta a anunțat că acela a fost un moment dramatic și că regretă faptul că nu a acceptat oferta italienilor.
Jamaischi n-a bifat nici o selecție la prima reprezentativă, dar ghinionul a jucat un rol esențial. În 1962, lă convocad Teașcă pentru un meci cu Spania. Dimineața a primit telefonul, seara a făcut fractură de maleolă la un amical România U21 - Olympiakos. Iar în 1965, era chemat la o partidă cu Cehoslovacia, dar s-a ales cu o entorsă de grad doi la un amical anterior cu Sparta Rotterdam. 
În 1970 a plecat la Steagu Roșu Brașov după insistențele lui Valentin Stănescu care îl dorea la clubul de sub Tâmpa. A stat doar un sezon, apoi a plecat la Știința București.

#### Retragere
A ajuns în 1971 la Sportul Studențesc unde avea să joace timp de 4 ani, retrăgându-se la vârsta de 30 de ani. Urmând să devină un antrenor pentru Foresta Suceava și Constructorul Iași.
După ce și-a încheiat cariera de fotbalist a fost antrenor la Foresta, Constructorul Iași și FC Botoșani. Printre jucătorii lansați de el se numără Vasile Maftei, Ciprian Tănasă și Cristian Șchiopu.
El și-a petrecut ultimii ani în liniște, în locuința sa din cartierul Maior Ioan. Constantin Jamasichi și-a iubit mult localitatea natală, orașul Fălticeni, despre care spunea că se simțea foarte legat sufletește și că este cel mai frumos loc din lume pentru el.

## Palmares

### Jucător

#### Club

##### Competiții naționale
- Campionatul Romaniei: 1

Rapid București: 1966–1967

##### Competiții internaționale
- Cupa Balcanilor: 2

Rapid București: 1963–1964, 1964–1966
- Cupa Europeană a echipelor feroviare: 1

Rapid București: 1968

## Distincții
- Ordinul Muncii clasa a III-a (30 aprilie 1962) „pentru cucerirea primului loc în Turneul European de Fotbal Juniori (U.E.F.A.)”[3]
- Ordinul „Meritul Sportiv” clasa a III-a (2008)[4]